# افشانک
اَفشانَک یا نازل (nozzle) وسیله‌ای است با دهانه‌ای مناسب برای خروج مخلوط مایع و جامد یا مایع و مایع یا مایع گاز با فشار نسبتاً بالا.
افشانک وسیله‌ای صنعتی است که برای کنترل، اصلاح و تغییر جهت جریان و تغییر ویژگی‌های جریان سیال و در اکثر اوقات، افزایش انرژی جنبشی سیال به کار می‌رود.

اساس کارکرد نازل‌ها تغییر مساحت‌های ورودی و خروجی نسبت به یکدیگر در شکل‌های مختلف برای کاربردهای مختلف است.

## انواع

### افشانک جت
جت گاز یا جت مایع یک نوع نازل است که برای پس دادن گاز یا سیال در یک مسیر منسجم به وسیله‌ای دیگر یا محیط اطراف مورد استفاده قرار می‌گیرد. جت‌های گاز اکثراً در اجاق‌های گازی، باربیکیوها و چراغ‌های گازی (قبل از اختراع چراغ برقی) مورد استفاده قرار می‌گیرند؛ و یک کارکرد وسیع این نازل‌ها در موتورهای دیزل است که در آن‌ها سوخت گازوئیل از سوراخ‌هایی با سرعت و فشار معین وارد سیلندر می‌شود.

### افشانک پرسرعت
این نوع نازل‌ها اکثراً برای افزایش انرژی جنبشی سیال مورد استفاده قرار می‌گیرند. (این پدیده معمولاً با کاهش فشار استاتیک در خروجی سیال همراه است) نازل‌های پرسرعت ۳ نوع همگرا، همگرا-واگرا و واگرا را شامل می‌شوند.
نازل‌های همگرا:نازلی است که سطح مقطع آن در امتداد جریان کاهش یابد.
نازل‌های واگرا:نازلی است که سطح مقطع آن درامتداد جریان افزایش یابد. جهت رسیدن به سرعت‌های مافوق صوت از یک نازل واگرا استفاده می‌شود.
نازل‌های پرسرعت برای افزایش سرعت سیال و شتاب دادن به آن به در سرعت‌های زیرصوتی به کار گرفته می‌شود. اگر مقدار نسبت‌های فشار در ورودی و خروجی سیال مورد توجه باشد آنگاه سیال خروجی از نازل می‌تواند به سرعت صوتی یا فراصوتی نیز برسد. در جت‌های موتور موشک از این نازل‌ها استفاده می‌شود.

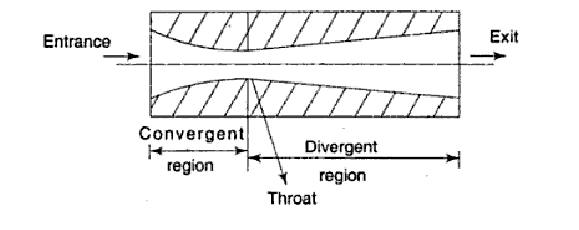
شکل کلی یک نازل همگرا-واگرا

جت آزاد:جت آزاد به عنوان جریانی از سیال در نظر گرفته می‌شود که از مجرایی خارج شده و به ناحیه نسبتاً بزرگی وارد می‌شود که شامل سیالی است که سرعت آن به موازات امتداد جریان جت است. ابتدا وضعیتی را در نظر می‌گیریم که سیال با جریان مادون صوت از شیپوره به داخل اتمسفر جریان می‌یابد. نشان می‌دهیم که در چنین جریان هائی فشارخروجی سیال با فشار اتمسفر محیط برابر است. اگر فشار جت از فشار اتمسفر بیش تر بود یک انبساط جانبی در جت صورت می‌گرفت. این عمل مطابق تئوری جریان هم آنتروپی سرعت جت را کاهش می‌دهد و در نتیجه فشار در جت لزوماً افزایش می‌یابد. در این صورت وضعیت بدتر می‌شد و بدیهی است که ادامه این عمل یک حادثه است. از طرف دیگر این فرض را در نظر بگیرید که فشار اتمسفر از فشار جت بیشتر باشد. آنگاه باید طبق تئوری جریان هم آنتروپی جت متراکم شده و سرعت افزایش یابد. این امر باعث بیشتر شدن فشار در جت شده و وضعیت را بدتر می‌کند. واضح است که هر دو امکان دارد که منجر به ایجاد یک ناپایداری در جریان جت سیال شود. از اینجا معلوم شده که جت آزاد مادون صوت پایدار است که می‌توانیم نتیجه بگیریم که فشار جت بایستی با فشار محیط برابر باشد. با این وجود اگر جت مافوق صوت باشد لزومی ندارد که فشار محیط با فشار خروجی برابر باشد. فشار خروجی می‌تواند برای حالات دو بعدی از طریق یک دسته امواج ضربه‌ای و انبساطی مایل و برای حالات سه بعدی متقارن از طریق امواج مخروطی با فشار محیط برابر شود.

### مغناطیسی
گاهی از نازل‌های مغناطیسی برای نیروی پیشرانش برخی موتورها استفاده می‌شود. در این نوع نازل، جریان پلاسمایی از یک محیط مغناطیسی (به جای دیواره‌های صلب جامد) عبور می‌کند و در جریان است.

### اسپری‌ها
از نازل‌ها در اسپری‌ها نیز به طور عمده استفاده می‌شود. همانند اسپری‌های اتمی، اسپری‌های مخصوص نقاشی، سم پاشی و حشره کش‌ها و …

### مکنده
از این نوع نازل‌ها در جارو برقی‌ها و انواع تمیزکننده‌ها استفاده می‌شود.

### جریان شدید یا اتومایزر
از این نازل‌ها برای پخش کردن و توزیع مایع به صورت قطرات ریز به استفاده می‌شود.
دیگر کاربرد افشانک‌ها:از نازل‌ها همچنین در کپسول‌های آتش‌نشانی، شلنگ‌های آبیاری، نازل‌های حرارتی، نازل‌های تولید کنندهٔ کف و … استفاده می‌شود.
جنس افشانک : نازل‌ها باید طوری طراحی شوند که در مقابل خوردگی و واکنش‌های شیمیایی و تنش‌های عمودی و برشی و حرارتی مقاوم باشند. اکثر نازل‌ها از فولاد ضد زنگ، برنج، سیلیکون کارباید، تنگستن کاربایدو پلاستیک‌های مخصوص ساخته می‌شوند.